# 霍赫布蘭肯山
47°18′42″N 9°52′9″E / 47.31167°N 9.86917°E

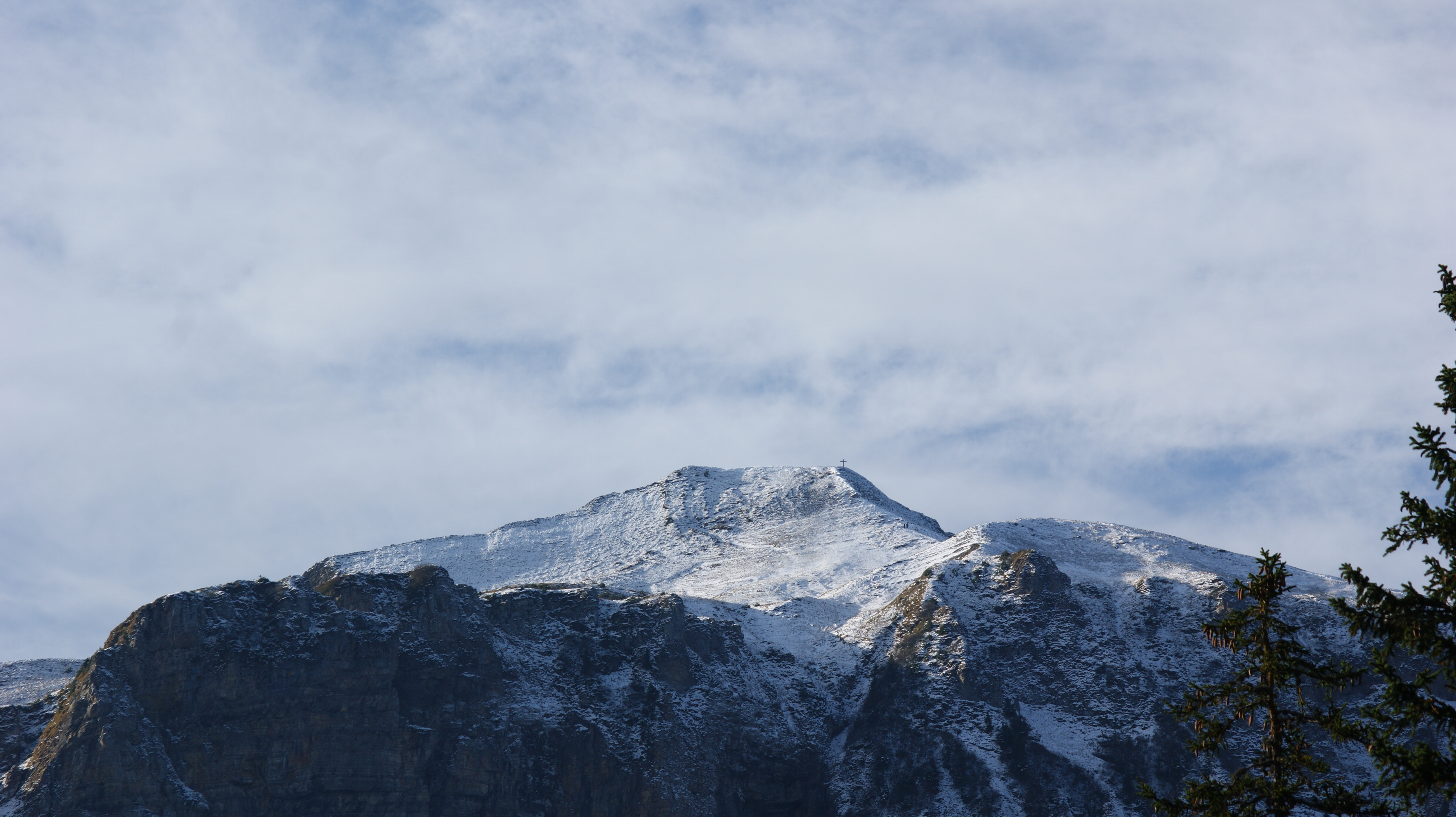

霍赫布蘭肯山（德語：Hochblanken），是奧地利的山峰，位於該國西部，由福拉爾貝格州負責管轄，屬於布雷根茨森林山脈的一部分，海拔高度2,068米，每年平均降雨量1,852毫米。